# Nina Agadzhánova-Shutkó
Nina Agadzhanova-Shutko (Ekaterinodar, hoje Krasnodar 8 de novembro de 1889 – Moscou, 14 de dezembro de 1974), também conhecida como Nina Ferdinandovna Agadzhanova, Nuné Agadzhanova, Nina Shutko, Mariia Mikulevich, Klavdiia Sergeevna Dubrovskaia, Irina Vasil'eva e Ol'ga Monakhova, foi uma revolucionária soviética, além de roteirista e cineasta, autora do argumento do filme Encouraçado Potemkin.

## Biografia
Agadzhanova filiou-se em 1907 à facção bolchevique do Partido Operário Social-Democrata Russo, que mais tarde se tornaria o Partido Comunista da União Soviética. Estudou música e trabalhou como pianista fazendo acompanhamento para filmes mudos num cinema de sua cidade natal, Ekaterinodar. De 1907 a 1914, executou diversas tarefas para o partido, em cidades como Voronej, São Petersburgo e Ivanovo-Voznesensk. Foi secretária do jornal Robotnitsa em 1914. Foi presa cinco vezes e exilada duas vezes antes da vitória da revolução. Em 1921 foi enviada a Praga, onde serviu como funcionária da embaixada soviética até 1922.
Em 1924, deixou o serviço ativo no partido e tentou realizar seu sonho de ser escritora. Escreveu o roteiro de V tylu u belykh (1925, direção de Olga Rakhmanova e Boris Chaikovsky) e em seguida recebeu a encomenda de um roteiro para as comemorações da Revolução de 1905. O resultado foi O Ano de 1905, do qual Serguei Eisenstein adaptou um episódio para o roteiro de Encouraçado Potemkin. Outras partes do argumento original foram usadas em Krasnaia Presnia (1926). Escreveu também os roteiros de Matros Ivan Galai (1929, Maria Blumenthal-Tamarina) e Dezertir (1933, Vsevolod Pudovkin).